# Dimitri Petratos
Dimitrios Petratos (ur. 10 listopada 1992 w Sydney) – australijski piłkarz pochodzenia greckiego, występujący na pozycji ofensywnego pomocnika w indyjskim klubie Mohun Bagan. W latach 2018-2019 trzykrotny reprezentant Australii. 

## Kariera reprezentacyjna
Swój debiut w reprezentacji Australii zaliczył 23 marca 2018 roku w przegranym 4:1 spotkaniu towarzyskim przeciwko reprezentacji Norwegii, rozgrywając 74 minuty meczu. 
Został powołany na Mistrzostwa Świata 2018, jednak nie wystąpił w żadnym spotkaniu.